# External Stowage Platform
External Stowage Platform (ESP) neboli Vnější Úložné platformy jsou tři složky Mezinárodní vesmírné stanice (ISS). Každá platforma ESP je externí paleta, která může držet náhradní díly pro vesmírné stanice. Jako platforma není pod tlakem, ale vyžaduje elektřinu pro napájení ohřívačů.

## ESP-1
První z Vnějších Úložných Platform, tzv. ESP-1, byla instalována na trup modulu Destiny ze dne 13. března 2001 v průběhu druhého výstupu do vesmíru při misi STS-102.

## ESP-2
ESP-2 byl nainstalován s pomocí robotického ramene raketoplánu Discovery během mise STS-114.

## ESP-3
ESP-3 byla instalována 14. srpna 2007 při misi STS-118. Tato platforma má zábradlí a připojovací místa pro nohy postrojů.